# Acanthoscelides sublineatus
Acanthoscelides sublineatus is een keversoort uit de familie bladkevers (Chrysomelidae). De wetenschappelijke naam van de soort werd in 1943 gepubliceerd door Maurice Pic.